# Торіде

35°54′41″ пн. ш. 140°3′1″ сх. д. / 35.91139° пн. ш. 140.05028° сх. д.
То́ріде (яп. 取手市, とりでし, МФА: [toɾʲide ɕi̥]) — місто в Японії, в префектурі Ібаракі.

## Короткі відомості
Розташоване в південній частині префектури, на північному березі річки Тоне. Виникло на основі річкового порту раннього нового часу та постоялого містечка на Мітоському шляху. Отримало статус міста 1 жовтня 1970 року. Назва походить від японського слова торіде — «форт», що за легендою був заснований повстанцем Тайрою Масакадо. Основою економіки є сільське господарство, харчова промисловість, машинобудування. Місто відіграє роль спального району сусіднього Токіо. Станом на 1 жовтня 2007 площа міста становила 69,96 км². Станом на 1 серпня 2008 населення міста становило 109 719 осіб.

## Освіта
- Токійський університет мистецтв (додатковий кампус)